# Rhus virens
Rhus virens là một loài thực vật có hoa trong họ Đào lộn hột. Loài này được Lindh. ex A. Gray miêu tả khoa học đầu tiên năm 1850.